# Czech Gravity Sport Association
Czech Gravity Sport Association, neboli Česká gravitační sportovní asociace (zkratka  CGSA) byla založena roku 2008 jako oficiální sportovní asociace zastřešující downhill skateboarding v České republice. Primárním důvodem založení CGSA byla koordinace bezpečných, oficiálně domluvených a organizačně zajištěných závodů na území České i Slovenské republiky, pořádání národních kol česko-slovenského šampionátu a dalších doprovodných akcí, zajištění zázemí a podpory pro domácí závodníky a závodnice a vytvoření informačního zdroje všech dostupných informací o probíhajících závodech, akcích a průběžném pořadí jezdců v šampionátu. Zároveň působí jako spojovací článek mezi jezdeckou komunitou, sponzory, médii a laickou veřejností. Jádro Czech Gravity Sport Association tvoří čtyři lidé – předseda Jan Profous, místopředseda Petr Záleský, public relation má na starosti Valérie Vitoušová a sekretářem je Jakub Křovák. Mimo tuto skupinu se na činnosti organizace podílí nepřeberné množství lidí (grafik, fotograf, účetní atd.).

## Downhill skateboarding
Downhill skateboarding je jedna z disciplín, při nichž jezdci využívají upravený skateboard, takzvaný longboard. Ten je oproti klasickému skateboardu delší (80–100 cm), tvrdší a má jiný, pro závody určený tvar. Zároveň i podvozek, tzv. trucky, jsou masivnější a využívají jiný způsob konstrukce. Taktéž kolečka jsou větší, širší a měkčí, aby dokázaly zvládat rychlé průjezdy zatáčkami bez smyků. Rychlost downhill jezdců se pohybuje kolem 60 – 80 km/h, přičemž rekord je 129,94 km/h, který drží jezdec Mischo Erban. Hlavní faktory ovlivňující rychlost jsou: hardware (deska, kolečka, ložiska, tvar helmy), postoj jezdce (čím lepší, tím menší aerodynamický odpor) a váha jezdce (čím těžší, tím rychlejší).

## Organizace závodů
CGSA organizuje šampionát v downhill skateboardingu na území České a Slovenské republiky. Jedná se o sérii 4 závodů s bodovaným umístěním, jejíž vítěz si odnáší na další rok titul Mistr republiky. Rok 2013 vyhrál jezdec Evžen Mašát z Brna. Např. v roce 2014 se měly uskutečni tyto závody: Nová Bes v Horách, Praha-Slivenec, Rejvíz (Jeseníky) a jeden závod na území Slovenské republiky.
Mimo český šampionát organizuje CGSA závod v rámci Světového poháru International Downhill Federation (IDF) na kopci Kozákov v Krkonoších, k němuž letos přibude i závod na kopci Rejvíz v Jeseníkách. Tzv. Kozákov challenge je závod ve světě velmi prestižní a rychlost jezdců při něm dosahuje až 95 km/h.
Nedílnou podmínkou účasti v závodu je odpovídající vybavení: celokožená kombinéza (buď motorkářská, nebo speciální longboardová), integrální helma chránící celou hlavu, a speciální rukavice s pukem, které slouží k odlehčení jezdce v zatáčkách a při brzdění tzv. slidy. Celá trať je dále zabezpečena ve všech kritických úsecích (hlavně zatáčkách) balíky slámy a záchytnými sítěmi, které zabraňují jezdcům tomu, aby jezdec, který spadl z prkna, vylétl v zatáčce z trati. Z tohoto důvodu, a dalších organizačních nákladů, je startovné zpoplatněno částkou kolem jednoho tisíce korun.

## Závodní kategorie
Při závodech česko-slovenského šampionátu 2014 byly do celkového žebříčku bodovány tyto kategorie: open (muži 18+), ženy, junioři (do 18 let) a buttboard (kdy jezdci na upravených, stabilnějších prkneš nestojí, ale sedí/leží). 

## Další aktivity
Mimo oficiální závody organizuje CGSA i tzv. freeride jízdy, tedy organizované výjezdy na předem zamluvené a zabezpečené kopce, k nimž domlouvá vývoz, místo na stanování, občerstvení a podobně. Nejznámějšími freeride kopci jsou Nová Seninka v Jeseníkách, Hradiště a Andrlův Chlum. Mimo to se soustředí i na komunitní činnost, propagaci longboardingu mezi veřejností, spolupráci s pořadateli dalších akcí a podobně.

## Média
V roce 2013, kdy se jela první oficiální série šampionátu ČR, se zvedl zájem médií o tento sport. CGSA a její partneři pravidelně sepisovali reporty ze závodů, které se poté dále šířily. Ale i tradiční média, jako je například internetový Týden.cz, o závodech přinášely zprávy.